# Гейе, Магайе
Магайе́ Сери́нь Фалилу́ Дит Нельсо́н Гейе́ (фр. Magaye Serigne Falilou Dit Nelson Gueye; род. 6 июля 1990, Ножан-сюр-Марн) — французский и сенегальский футболист, полузащитник и нападающий.

## Клубная карьера
Гейе начал профессиональную карьеру в 2008 году в «Страсбуре». Его дебют за основную команду состоялся 3 ноября 2008 года в матче против «Ланса», когда он вышел на замену. Свой первый гол за «Страсбур» он забил в первом матче сезона 2009/10 против «Истра» в Кубке французской лиги. Всего за сезон молодой нападающий поразил ворота соперников 11 раз.
Перед сезоном 2010/11 Гейе за 1 миллион фунтов перешёл в английский «Эвертон». Дебют Гейе в официальных матчах за ливерпульский клуб состоялся 25 августа 2010 года в матче Кубка Футбольной лиги против «Хаддерсфилд Таун».
Дебют Гейе в английской Премьер-лиге состоялся 2 апреля 2011 года в матче «Эвертона» против «Астон Виллы». Сенегалец вышел на замену на 52 минуте игры.
Первый гол за «Эвертон» Гейе забил 9 апреля 2012 года в игре против «Сандерленда». В этой же встрече он отметился двумя результативными передачами, а «Эвертон» выиграл со счётом 4:0.
31 января 2013 года Гейе на правах аренды до конца сезона 2012/13 перешёл в «Брест».
13 июня 2014 года «Эвертон» и Гейе разорвали контракт по обоюдному согласию. 25 июля 2014 года футболист после просмотра подписал контракт с клубом «Миллуолл».
17 июля 2019 года Гейе подписал контракт с азербайджанским клубом «Карабах».
В июне 2020 года Гейе покинул «Карабах».
7 октября 2020 года Гейе перешёл в румынский клуб «Динамо (Бухарест)», подписав контракт на два года.
В феврале 2021 года, после матча чемпионата Румынии «Динамо» — «Стяуа», Гейе сдал антидопинговый тест, результат которого показал наличие наркотика в организме, сообщается, что он употреблял кокаин. Таким образом, в марте Гейе был уволен из «Динамо».

## Карьера в сборной
Выступал за различные юношеские сборные Франции. С 2009 года играет в молодёжной команде страны.
В июле 2012 года Гейе был включён в состав сборной Сенегала для участия в Олимпийских играх в Лондоне.

## Клубная статистика
| Клуб             | Сезон            | Лига | Лига | Кубки | Кубки | Еврокубки | Еврокубки | Прочее | Прочее | Итого | Итого |
| Клуб             | Сезон            | Игры | Голы | Игры  | Голы  | Игры      | Голы      | Игры   | Голы   | Игры  | Голы  |
| ---------------- | ---------------- | ---- | ---- | ----- | ----- | --------- | --------- | ------ | ------ | ----- | ----- |
| Страсбур         | 2008/09          | 3    | 0    | 0     | 0     | 0         | 0         | 0      | 0      | 3     | 0     |
| Страсбур         | 2009/10          | 24   | 9    | 3     | 2     | 0         | 0         | 0      | 0      | 27    | 11    |
| Страсбур         | Итого            | 27   | 9    | 3     | 2     | 0         | 0         | 0      | 0      | 30    | 11    |
| Брест            | 2012/13          | 7    | 0    | 1     | 0     | 0         | 0         | 0      | 0      | 8     | 0     |
| Брест            | Итого            | 7    | 0    | 1     | 0     | 0         | 0         | 0      | 0      | 8     | 0     |
| Эвертон          | 2010/11          | 5    | 0    | 3     | 0     | 0         | 0         | 0      | 0      | 8     | 0     |
| Эвертон          | 2011/12          | 17   | 1    | 7     | 0     | 0         | 0         | 0      | 0      | 24    | 1     |
| Эвертон          | 2012/13          | 2    | 0    | 4     | 1     | 0         | 0         | 0      | 0      | 6     | 1     |
| Эвертон          | 2013/14          | 0    | 0    | 1     | 1     | 0         | 0         | 0      | 0      | 1     | 1     |
| Эвертон          | Итого            | 24   | 1    | 15    | 2     | 0         | 0         | 0      | 0      | 39    | 3     |
| Всего за карьеру | Всего за карьеру | 58   | 10   | 19    | 4     | 0         | 0         | 0      | 0      | 77    | 14    |